# Маклейн (округ, Іллінойс)
Шаблон:StateAbbr_ 40°29′ пн. ш. 88°51′ зх. д. / 40.49° пн. ш. 88.85° зх. д.
Округ Маклейн (англ. McLean County) — округ (графство) у штаті Іллінойс, США. Ідентифікатор округу 17113.

## Історія
Округ утворений 1830 року.

## Демографія
За даними перепису
2000 року
загальне населення округу становило 150433 осіб, зокрема міського населення було 115755, а сільського — 34678.
Серед мешканців округу чоловіків було 72731, а жінок — 77702. В окрузі було 56746 домогосподарств, 35470 родин, які мешкали в 59972 будинках.
Середній розмір родини становив 3,03.
Віковий розподіл населення поданий у таблиці:
| Стать    | До 15 років | 15-21 | 22-29 | 30-39 | 40-49 | 50-65 | 65-85 | Понад 85 |
| -------- | ----------- | ----- | ----- | ----- | ----- | ----- | ----- | -------- |
| Чоловіки | 15132       | 11083 | 10418 | 10850 | 10307 | 9163  | 5252  | 526      |
| Жінки    | 14504       | 13048 | 10005 | 11028 | 10871 | 9403  | 7399  | 1444     |

## Суміжні округи
- Лівінґстон — північний схід
- Форд — схід
- Шампейн — південний схід
- Піатт — південь
- Де-Вітт — південь
- Лоґан — південний захід
- Тазвелл — захід
- Вудфорд — північний захід

## Виноски
1. ↑  U.S. Decennial Census. United States Census Bureau. Архів оригіналу за 26 квітня 2015. Процитовано 7 липня 2014.
2. ↑  Historical Census Browser. University of Virginia Library. Архів оригіналу за 11 серпня 2012. Процитовано 7 липня 2014.
3. ↑  Population of Counties by Decennial Census: 1900 to 1990. United States Census Bureau. Архів оригіналу за 24 квітня 2014. Процитовано 7 липня 2014.
4. ↑  Census 2000 PHC-T-4. Ranking Tables for Counties: 1990 and 2000 (PDF). United States Census Bureau. Архів (PDF) оригіналу за 18 грудня 2014. Процитовано 7 липня 2014.
5. ↑  State & County QuickFacts. United States Census Bureau. Архів оригіналу за 6 червня 2011. Процитовано 7 липня 2014.(англ.) Наведено за англійською вікіпедією.
6. ↑  American FactFinder. Бюро перепису населення США. Архів оригіналу за 26 лютого 2012. Процитовано 31 січня 2008.

| США | Це незавершена стаття з географії США. Ви можете допомогти проєкту, виправивши або дописавши її. |